# Stefano Modena
Stefano Modena (Módena, Italia; 12 de mayo de 1963) es un expiloto de automovilismo italiano. Participó en un total de 81 Grandes Premios de Fórmula 1, debutando en 1987. Consiguió dos podios y anotó un total de 17 puntos de campeonato.

## Carrera
Su primera aparición pública fue en 1986, obteniendo el cuarto lugar del Campeonato de Italia de Fórmula 3. La temporada siguiente fue promovido a Fórmula 3000, ganando el campeonato para la escudería Onyx, y haciendo su debut en Fórmula 1 en el final de temporada, en el Gran Premio de Australia con la escudería Brabham BMW era segundo piloto probador por detrás de su compatriota Mauro Baldi (Italia) que intento ocupar de Andrea de Cesaris para el Gp de Brasil del 12 de abril de 1987 y del mexicano Josele Garza (México).
En 1988, Modena se unió al equipo EuroBrun, en una relación que se extendería por solamente un año. Calificó para 12 de las 16 carreras, siendo su mejor lugar el decimoprimero en el Grand Prix de Hungría. En 1989 volvió Brabham BMW. En esa escudería tuvo rendimientos similares a los de su experimentado compañero de equipo Martin Brundle, anotando puntos en el Gran Premio de Mónaco, donde terminó tercero.
Modena permaneció en Brabham, pero en 1990, el equipo contaba con una débil estructura financiera. Con la excepción de un quinto puesto obtenido en la apertura del campeonato en el Gran Premio de Estados Unidos, la temporada fue intrascendente para Modena, aunque el año acabaría bien pues el italiano se aseguró un lugar en el resurgiente equipo Tyrrell, para reemplazar a Jean Alesi en 1991.
La temporada comenzó bien, con un cuarto lugar en el Grand Premio de los Estados Unidos, y un Gran Premio de San Marino en el cual alcanzó el tercer lugar antes de que su motor fallara.
En 1992, se unió a Jordan, pero este equipo irlandés contaba con motores Yamaha de bajo rendimiento. Modena luchó todo el año con las dificultades mecánicas, no logrando clasificar en cuatro oportunidades y al mismo tiempo siendo criticado por su trato para con el auto y su personalidad cada vez más introspectiva. El sexto puesto obtenido en el Gran Premio de Australia de 1992 marcaría su última participación en una carrera de la máxima categoría.
Entre los años 1993 y 2000, Modena participó en las series de turismo italiano y alemán, con resultados mixtos.
En la actualidad trabaja como piloto de pruebas para la marca de neumáticos Bridgestone, y se le puede ver probando prototipos en el circuito que tiene la compañía Japonesa en la ciudad italiana de Aprilia.

## Resultados

### Fórmula 1
(Clave) (negrita indica pole position) (cursiva indica vuelta rápida)

| Año     | Escudería                 | 1       | 2       | 3       | 4       | 5       | 6       | 7       | 8       | 9       | 10      | 11      | 12      | 13      | 14      | 15      | 16      | Pos. | Puntos |
| ------- | ------------------------- | ------- | ------- | ------- | ------- | ------- | ------- | ------- | ------- | ------- | ------- | ------- | ------- | ------- | ------- | ------- | ------- | ---- | ------ |
| 1987    | Motor Racing Developments | BRA     | SMR     | BEL     | MON     | USA     | FRA     | GBR     | GER     | HUN     | AUT     | ITA     | POR     | ESP     | MEX     | JPN     | AUS Ret | NC   | 0      |
| 1988    | EuroBrun Racing           | BRA Ret | SMR NC  | MON EX  | MEX EX  | CAN 12  | USA Ret | FRA 14  | GBR 12  | GER Ret | HUN 11  | BEL DNQ | ITA DNQ | POR DNQ | ESP 13  | JPN DNQ | AUS Ret | NC   | 0      |
| 1989    | Motor Racing Developments | BRA Ret | SMR Ret | MON 3   | MEX 10  | USA Ret | CAN Ret | FRA Ret | GBR Ret | GER Ret | HUN 11  | BEL Ret | ITA EX  | POR 14  | ESP Ret | JPN Ret | AUS 8   | 16.º | 4      |
| 1990    | Motor Racing Developments | USA 5   | BRA Ret | SMR Ret | MON Ret | CAN 7   | MEX 11  | FRA 13  | GBR 9   | GER Ret | HUN Ret | BEL 17  | ITA Ret | POR Ret | ESP Ret | JPN Ret | AUS 12  | 16.º | 2      |
| 1991    | Braun Tyrrell Honda       | USA 4   | BRA Ret | SMR Ret | MON Ret | CAN 2   | MEX 11  | FRA Ret | GBR 7   | GER 13  | HUN 12  | BEL Ret | ITA Ret | POR Ret | ESP 16  | JPN 6   | AUS 10  | 8.º  | 10     |
| 1992    | Sasol Jordan Yamaha       | RSA DNQ | MEX Ret | BRA Ret | ESP DNQ | SMR Ret | MON Ret | CAN Ret | FRA Ret | GBR Ret | GER DNQ | HUN Ret | BEL 15  | ITA DNQ | POR 13  | JPN 7   | AUS 6   | 17.º | 1      |
| Fuente: |                           |         |         |         |         |         |         |         |         |         |         |         |         |         |         |         |         |      |        |